# Vikerraadio
Vikerraadio è un'emittente radiofonica estone. È di proprietà della Eesti Rahvusringhääling (Eesti Raadio). Diffonde il proprio segnale in tutta l'Estonia raggiungendo nel 2009 340.000 ascoltatori, nel 2011 349.000 ascoltatori e nel 2012 318.000. La sua radiodiffusione è incominciata il 3 aprile 1967.
Il direttore del programma è Catherine Glad mentre il direttore musicale è Olaf Ehrlich; tra i giornalisti di Vikerraadio vi sono Helgi Erilaid, Kaja Kärner, Maian Kärmas, Piret Kriivan, Meelis Kompus, Lauri Hussar e molti altri.

## Frequenze
- Kärdla 91,2 MHz
- Kuressaare 105,6 MHz
- Orissaare 105,9 MHz
- Penisola di Sõrve 92,1 MHz
- Ruhnu 96,4 MHz
- Haapsalu 105,3 MHz
- Dirhami 91,7 MHz
- Tallinn 104,1 MHz
- Rakvere 106,0 MHz
- Narva 104,7 MHz
- Ida-Virumaa 105,4 MHz
- Sillamäe 92,3 MHz
- Rapla 95,7 MHz
- Pärnu 104,8 MHz
- Viljandi 107,0 MHz
- Tartu 106,7 MHz
- Tartumaa - Põlva - Võru - Valga 106,1 MHz
- Järvamaa - Jõgevamaa 105,1 MHz